# Parodiella dimorphospora
Parodiella dimorphospora är en svampart som först beskrevs av René Charles Maire, och fick sitt nu gällande namn av Theiss. & Syd. 1915. Parodiella dimorphospora ingår i släktet Parodiella och familjen Parodiellaceae.   Inga underarter finns listade i Catalogue of Life.